# Liste der Kulturdenkmale in Dürbheim
In der Liste der Kulturdenkmale in Dürbheim sind Bau- und Kunstdenkmale in der Gemeinde Dürbheim (Landkreis Tuttlingen) verzeichnet. Sie leitet sich aus der Liste des Landesdenkmalamts Baden-Württemberg, dem „Verzeichnis der unbeweglichen Bau- und Kunstdenkmale und der zu prüfenden Objekte“ ab.
In dieser Liste werden nur die von der Gemeinde als interessant betrachteten Bauwerke aufgelistet, da die offizielle Liste nicht zur Verfügung stand, wo insgesamt 24 unbeweglichen Bau- und Kunstdenkmäler sowie 8 Prüffälle verzeichnet sind (Stand 2. April 2008).

## Allgemein
- Bild: Zeigt ein ausgewähltes Bild aus Commons, „Weitere Bilder“ verweist auf die Bilder im Medienarchiv Wikimedia Commons.
- Bezeichnung: Nennt den Namen, die Bezeichnung oder die Art des Kulturdenkmals.
- Lage: Straßenname und Hausnummer oder Flurstücknummer des Kulturdenkmals, gegebenenfalls auch den Ortsteil. Die Grundsortierung der Liste erfolgt nach dieser Adresse. Der Link (Karte) führt zu verschiedenen Kartendiensten mit der Position des Kulturdenkmals. Fehlt dieser Link, wurden die Koordinaten noch nicht eingetragen. Sind diese bekannt, können sie über ein Tool mit einer Kartenansicht einfach nachgetragen werden. In dieser Kartenansicht sind Kulturdenkmale ohne Koordinaten mit einem roten bzw. orangen Marker dargestellt und können durch Verschieben auf die richtige Position in der Karte mit Koordinaten versehen werden. Kulturdenkmale ohne Bild sind an einem blauen bzw. roten Marker erkennbar.
- Datierung: Baubeginn, Fertigstellung, Datum der Erstnennung oder grobe zeitliche Einordnung entsprechend des Eintrags in der zuständigen Denkmaldatenbank (Landesamt für Denkmalpflege Baden-Württemberg).
- Beschreibung: Kurzcharakteristik des Kulturdenkmals.

## Kulturdenkmale in der Gemeinde Dürbheim
| Bild           | Bezeichnung                           | Lage                   | Datierung | Beschreibung                          | ID |
| -------------- | ------------------------------------- | ---------------------- | --------- | ------------------------------------- | -- |
|                | Rathaus                               | Probstraße 2 (Karte)   |           |                                       | BW |
|                | Grundschule                           | Probstraße 4 (Karte)   |           |                                       | BW |
|                | Friedensplatz                         | Friedensplatz          |           |                                       |    |
|                | Haus                                  | Hauptstraße 21 (Karte) |           | Gemeinschaftsraum Feuerwehr und Musik | BW |
|                | Straßenbild                           | Kirchstraße (Karte)    |           | Eine der ältesten Straßen in Dürbheim | BW |
| Weitere Bilder | Katholische Kirche St. Peter und Paul | Kirchstraße (Karte)    |           |                                       |    |
|                | Ortsgesamtheit                        | Risiberg (Karte)       |           |                                       | BW |